# Proteales
Proteales is een botanische naam, voor een orde van tweezaadlobbige planten: de naam is gevormd uit de familienaam Proteaceae. Een orde onder deze naam wordt algemeen erkend door systemen voor plantentaxonomie.
In de taxonomie zoals voorgesteld door de Angiosperm Phylogeny Group is deze orde een van de paradepaardjes: er wordt op grond van moleculaire gegevens (volgorde van basenparen in voornamelijk chloroplast DNA) en cladistische analyse een opzienbarende orde gevormd. De orde bevat planten die in het geheel niet op elkaar lijken.

## APG III (2009)
De omschrijving volgens het APG III-systeem (2009) is de volgende:
- orde Proteales
  - familie Nelumbonaceae (Lotusfamilie)
  - familie Proteaceae
  - familie Platanaceae (Plataanfamilie)

## APG II (2003)
De omschrijving volgens het APG II-systeem (2003) is de volgende:
- orde Proteales
  - familie Nelumbonaceae (Lotusfamilie)
  - familie Proteaceae

[+ familie Platanaceae (Plataanfamilie) ]

waarbij de familie tussen "[+ ...]" optioneel is.

## APG (1998)
Dit is een lichte wijziging ten opzichte van het APG-systeem (1998) dat deze samenstelling hanteerde:
- orde Proteales
  - familie Nelumbonaceae
  - familie Platanaceae
  - familie Proteaceae

## Cronquist (1981)
In het Cronquist-systeem (1981), waar de orde werd ingedeeld in de onderklasse Rosidae, was de omschrijving dramatisch anders:
- orde Proteales
  - familie Elaeagnaceae
  - familie Proteaceae

## Wettstein (1935)
In het Wettstein-systeem (1935), waar de orde werd ingedeeld in de onderklasse Choripetalae, was ze nog weer kleiner, met de volgende samenstelling:
- orde Proteales
  - familie Proteaceae